# Пам'ятник Висоцькому (Маріуполь)
Пам'ятник Володимиру Висоцькому — один із пам'ятників Маріуполя на Донеччині.
Відкрито поблизу Будинку зв'язку 20 січня 1998 року на честь 60-річчя поета, музиканта і актора Володимира Семеновича Висоцького. Автори пам'ятника — Юхим Вікторович Харабет та Юрій Іванович Балдін. Це перший пам'ятник Висоцькому, встановлений в Україні.

## Опис
На кам'яному постаменті зображений профіль Володимира Висоцького в образі Гамлета, театральна завіса, шпага і «коні вередливі». На постаменті був напис «Маріуполі не дарує свою любов випадковим людям». Профіль виконаний з бронзи, стела висічена з чорного граніту у вигляді факела.

## Історія
На відкритті пам'ятника були присутні Олексій Булдаков, Валерій Золотухін, Семен Фарада, Віталій Шаповалов, Юрій Любимов.
Також 25 січня 1998 року на будівлі палацу культури «Іскра» було встановлено меморіальну дошку, на честь того, що на його сцені 16 березня 1973 відбувався виступ Висоцького.
У 2003 році пам'ятник був замінений на інший, де Висоцький був зображений в образі Гліба Жеглова з художнього фільму «Місце зустрічі змінити не можна». Відкриття було приурочено до 65-річчя Висоцького і планувалося 25 січня, але потім було перенесено на 7 лютого. Нова скульптура виконана маріупольським скульпторами Володимиром та Ігорем Жигуліним. Жеглов одягнений в шкіряний плащ, в руці у нього пістолет. Цей пістолет чотири рази відламували вандали. У 2006 році на грудях у цього пам'ятника з'явилася тріщина.
Висота пам'ятника два метри. Скульптура виконана з синтетичного компаунда.
Демонтований пам'ятник роботи Юхима Харабета перевстановлено на площі Воїнів-визволителів (колишня Ленінського комсомолу).
|                                               |
| Пам'ятник В. Висоцькому на проспекті Миру, 85 |

|                                          |
| Світлина пам'ятника В. Висоцькому (2007) |

|                      |
| Цитата з пісні барда |

|                                        |
| Перший пам'ятний знак В. С. Висоцькому |

|                                 |
| Побажання на пам'ятному знакові |